# Max von Forckenbeck
Maximilian (Max) Franz August von Forckenbeck (né le 23 octobre 1821 à Münster, mort le 26 mai 1892 à Berlin) est un juriste et homme politique allemand, bourgmestre-gouverneur de Berlin de 1878 à 1892.

## Biographie
Max von Forckenbeck (de) est issu d'une famille de ministres de Münster. En 1838, il s'inscrit à l'université de Giessen pour étudier la jurisprudence puis à Berlin.
En 1842, il devient stagiaire puis en 1847, assesseur au amtsgericht de Glogau. En 1849, il devient avocat du barreau de Morąg. Jusqu'en 1859, il est aussi conseiller municipal. En 1859, il est élu membre de la Chambre des représentants de Prusse et fait partie de la fraction libérale, essayant de former un parti. Le 13 janvier 1861, les groupes Forckenbeck et Vincke (de) se séparent, le groupe Forckenbeck devient le Parti progressiste allemand (DFP).
En 1861, Forckenbeck intègre le bureau du Deutscher Nationalverein, qu'il a rejoint en 1859. Durant le conflit constitutionnel prussien de 1862 à 1866, il tente, en tant que membre dirigeant du parti progressiste, de sortir du conflit provoqué avec Otto von Bismarck. Grâce à ses efforts pour atteindre un compromis, il est élu président de la Chambre des représentants de Prusse de 1866 à 1873 puis du Reichstag de 1874 à 1879. Dans le même temps, il est un fondateur du Parti national-libéral et devient maire de Breslau.
En 1873, il est membre de la Chambre des seigneurs de Prusse. Le 26 septembre 1878, il est élu à une majorité écrasante bourgmestre-gouverneur de Berlin. En 1879, il se conscare uniquement à cette dernière charge et démissionne de la présidence du Reichstag. Durant son mandat, Forckenbeck se consacre en particuluer à la réforme du système scolaire et à l'expansion de l'infrastructure urbaine. Il améliore l'assainissement et l'approvisionnement en eau de la ville, et toutes les conditions d'hygiène, créant des lieux de loisirs comme le Viktoriapark. En outre, Forckenbeck fait fortement pour la privatisation des secteurs urbains. Ainsi une grande partie de l'éclairage des rues de Berlin est fournie par des entreprises privées.
Forckenbeck est réélu en 1890. Au cours de son deuxième mandat, il essaie d'améliorer principalement la relation entre l'État et l'administration municipale, faisant en sorte d'intégrer la banlieue.
Max von Forckenbeck meurt le 26 mai 1892 des suites d'une pneumonie aiguë. Son corps est enterré à Berlin, au cimetière Saint-Nicolas.